# Ella Shohat
Pour les articles homonymes, voir Shohat.
Ella Habiba Shohat, née en 1959 de parents juifs irakiens, est une professeure israélo-américaine à l'université de New York dans les départements d’art et politique publique, études du Moyen-Orient. Ses travaux s'inscrivent dans le champ des études postcoloniales et des cultural studies.

## Biographie
Elle écrit dans le préambule de l'un de ses ouvrages : « Je suis née en Israël de parents juifs qui avaient dû quitter l'Irak, après des années de formation passées à Bagdad. Nous parlions l'arabe à la maison, mais mes frères et sœurs, comme moi-même, avons été scolarisés en hébreu ». « J'ai grandi parmi des gens qui, du fait de leur déracinement brutal, de la disparition de leurs repères, éprouvaient le sentiment d'une immense perte. Je crois avoir vécu, observé et intériorisé leur douleur, et mon travail sur l'oppression des séfarades/misrahim est en quelque sorte une traduction, une façon de faire passer en mots la peine de mes parents et de ma famille, de donner une voix à ce sentiment de perte ».
Elle explique son départ d'Israël pour les États-Unis, où elle a préparé sa thèse de doctorat, en ces termes : « il était clair à mes yeux que le milieu universitaire israélien tolèrerait difficilement le genre de critique que j'essayais de développer ».

## Thèmes de recherche
Elle a publié de nombreux ouvrages et articles sur des sujets très variés traitant des interactions entre le sexe, le post-colonialisme, le multiculturalisme, le discours sioniste, les rapports entre les concepts d’Arabe, de Juif et de Juif oriental. Elle se définit elle-même comme juive arabe.
Dans plusieurs de ses travaux, Ella Shohat s'inscrit dans la pensée postcoloniale. "La publication en 1988 de l’article d’Ella Shohat, « Sephardim in Israel : Zionism from the Standpoint of Its Jewish Victims », permet d’aborder le colonialisme israélien à partir d’un point de vue largement ignoré jusque-là : celui des Juifs Misrahim (juifs orientaux). Inspirée par les écrits d’Edward Saïd et Franz Fanon, E. Shohat s’attaque au regard orientaliste que portent les élites ashkénazes israéliennes sur les Juifs orientaux qui, comme catégorie médiatrice, combinent la judaïté et l’arabité. Ce faisant, Ella Shohat remet en cause plusieurs des catégories binaires (Juifs vs Arabes, Orient vs Occident, moderne vs primitif, civilisé vs barbare, etc.) par lesquelles se pense la culture israélienne". E. Shohat par cette analyse veut "déconstruire les catégories coloniales par lesquelles se pense le sionisme, et identifier les positions subalternes qu’engendre ce discours au sein même de la société israélienne", en particulier la position d'infériorité assignée aux juifs orientaux en Israël.
"En niant aux juifs arabes tout droit à l’autoreprésentation en Israël, on les assimila faussement à des êtres quasi primitifs, cantonnés dans des traditions et un folklore dépassés, n’ayant reçu aucune éducation valable ni vécu aucun contact avec la technologie et la modernité. On les accusait, de façon tout à fait orientaliste, de participer à l’infériorité, voire à la bestialité de la culture musulmane. Conséquemment, pour les élites ashkénazes, la vie dans les pays arabes des Misrahim n’était qu’une préhistoire. L’histoire, la vraie, ne débutait qu’après la « montée » en Israël. Une fois à Sion, un processus brutal de désarabisation et de sionisation attendait les Juifs arabes, d’avance condamnés à la périphérie sociale et à la dépendance économique après avoir été ainsi « secourus »". Cette voie, ouverte par Ella Shohat, fut suivie de nombreux chercheurs comme Yehouda Shenhav,dans The Arab Jews : A Postcolonial Reading of Nationalism, Religion, and Ethnicity, 2006 ; Aziza Khazzoom, dans « The Great Chain of Orientalism : Jewish Identity, Stigma Management and Ethnic Exclusion in Israel » (American Sociological Review, vol. 68, n° 4, 2003, p. 481-510) ; Gabriel Piterberg, dans « Domestic Orientalism : The Representation of ‘Oriental’ Jews in Zionist/Israeli Historiography » (British Journal of Middle Eastern Studies, vol. 23, n° 2, 1996, p. 125-145).

## Publications
- Le sionisme du point de vue de ses victimes juives: les juifs orientaux en Israel (première édition en 1988, La Fabrique éditions, Paris, 2006). Le préambule est disponible en ligne ici :
- Réflexions d'une juive arabe, court texte autobiographique disponible en ligne ici : .
- Talking Visions: Multicultural Feminism in a Transnational Age (Cambridge: MIT Press, 1998)
- Multiculturalism, Postcoloniality, and Transnational Media (New Brunswick: Rutgers University Press, 2003)
- Taboo Memories, Diasporic Voices (Durham: Duke University Press, 2006)
- Flagging Patriotism: Crises of Narcissism and Anti-Americanism (New York: Routledge, 2006)
- Israeli Cinema: East/West and the Politics of Representation, (Austin: University of Texas Press, 1989; New Edition, London: I.B. Tauris, 2010)
- Race in Translation: Culture Wars around the Postcolonial Atlantic (New York: NYU Press, 2012)
- Colonialités et ruptures. Écrits sur les figures juives arabes (trad. par Joëlle Marelli, Montréal: Lux, 2020)
- Langues et mémoires juives-arabes (trad. par Joëlle Marelli, Paris: Éd. de l'EHESS, 2025)